# 사쿠마역
사쿠마역(일본어: 佐久間駅)은 일본 시즈오카현 하마마쓰시 덴류구에 위치한 도카이 여객철도 이다선의 철도역이다. 단선 승강장 1면 1선의 구조를 갖춘 지상역이다.

## 이용 현황
| 연도     | 하루 평균 | 연도     | 하루 평균 |
| 1993년도 | 121       | 2003년도 | "         |
| 1994년도 | 129       | 2004년도 | "         |
| 1995년도 | 114       | 2005년도 | "         |
| 1996년도 | 105       | 2006년도 | 53        |
| 1997년도 | 110       | 2007년도 | 19        |
| 1998년도 | 86        | 2008년도 | 15        |
| 1999년도 | 80        | 2009년도 | 14        |
| 2000년도 | 78        | 2010년도 | 15        |
| 2001년도 | 불명      | 2011년도 | 15        |
| 2002년도 | "         | 2012년도 | 12        |
| -------- | --------- | -------- | --------- |

## 역 주변
- 덴겐 발전 사쿠마 발전소
- 국도 제473호선

## 역사
- 1936년 11월 10일 : 산신 철도의 주부텐류 - 덴류야마무로 간 연신 때에 사쿠마미사쿠보 정류장으로서 개업. 여객역.
- 1941년
  - 2월 7일 : 사쿠마미사쿠보역으로 승격. 화물의 취급을 개시 (일반역으로 한다).
  - 11월 15일 이후 : 사쿠마역으로 개칭.
- 1943년 8월 1일 : 산신 철도가 이다선의 일부로서 국유화되어, 일본국유철도의 역이 된다.
- 1955년 11월 11일 : 사쿠마 - 오조레 간 경로 변경에 수반해 이전.
  - 구 역은 역 서쪽의, 현재 덴겐 발전 사쿠마 발전소로 된 장소가 있었다.
- 1971년 12월 1일 : 화물 · 하물의 취급을 폐지. (여객역으로 돌아옴).
- 1984년 2월 24일 : 이다선 남부 CTC화에 수반해 무인화.
- 1987년 4월 1일 : 일본국유철도 분할 민영화에 의해, 도카이 여객철도가 승계.
- 1989년 6월 22일 : 구 역은 철거되어, 옛 사쿠마 역 터에는 사쿠마 정립 도서관 오픈. 열차의 대합실을 겸했던 시설로 되어 있다.
- 2008년 1월 27일 : 승강장 1면 철거, 단선 승강장으로 되어 있다.

## 인접 역
| 도카이 여객철도 이다선 | 도카이 여객철도 이다선 | 도카이 여객철도 이다선 |
| ---------------------- | ---------------------- | ---------------------- |
| 주부텐류 도요하시 방면 | ■ 쾌속 (상행선만 운전) | 시로니시 고마가네 방면 |
| 주부텐류 도요하시 방면 | ■ 보통                 | 아이즈키 다쓰노 방면   |